# أحمد عمر فستق
أحمد عمر فستق، لاعب كرة قدم قطري سابق.
و قد لعب مع منتخب قطر لكرة القدم.

## كأس الخليج 1976
و قد سجل هدف في مرمى منتخب عمان لكرة القدم، وقد سجل هدف في مرمى منتخب البحرين لكرة القدم.